# 福爾貝 (加利福尼亞州)
福爾貝（英語：Forebay）是位於美國加利福尼亞州普萊瑟縣的一個非建制地區。該地的面積和人口皆未知。

## 地理
福爾貝的座標為39°14′12″N 120°44′12″W / 39.23667°N 120.73667°W，而該地的平均海拔高度為1346米（即4416英尺）。